# Johann August von Eckenbrecher

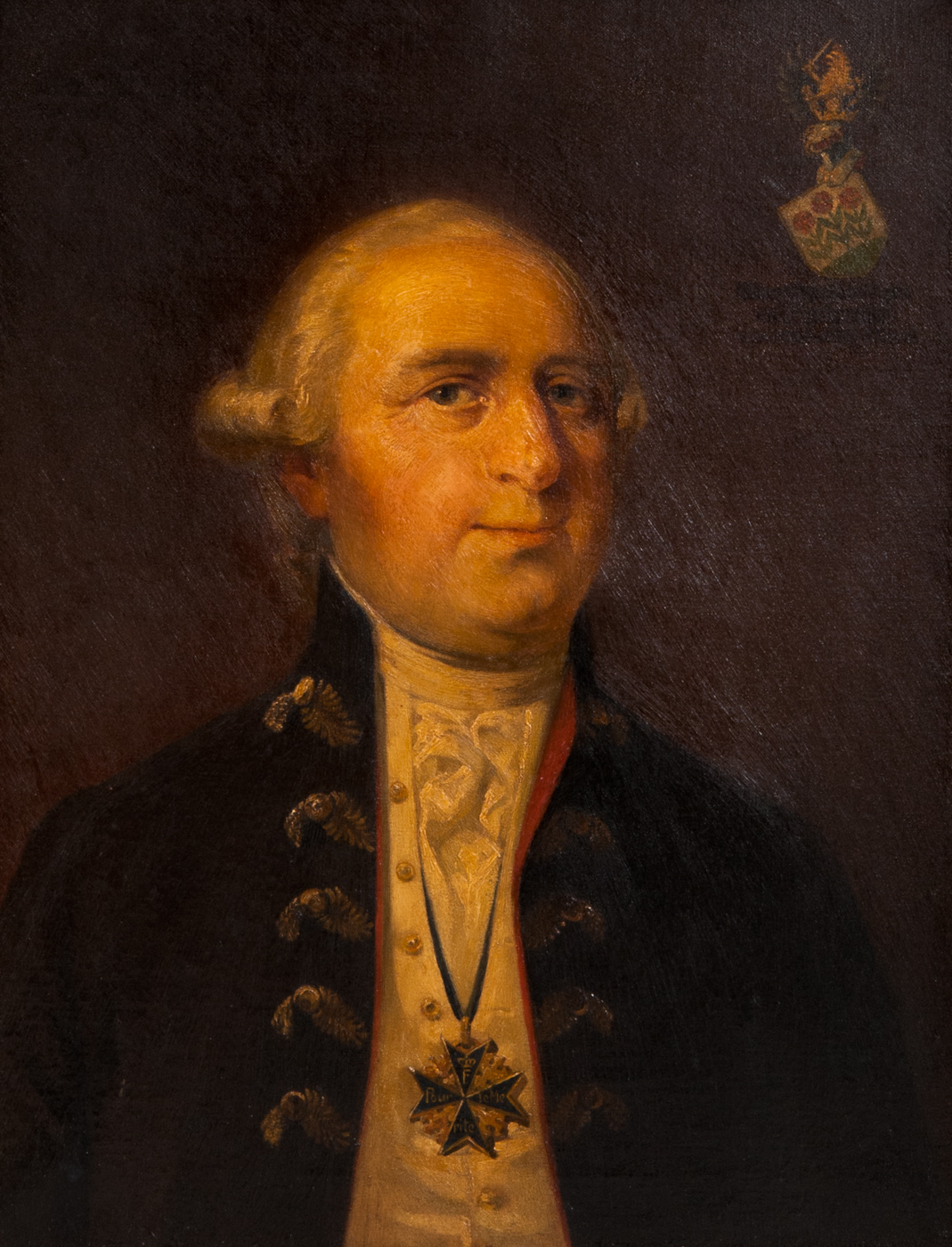
Johann August von Eckenbrecher (1743–1822)

Johann August Eckenbrecher, seit 1787 von Eckenbrecher (* 7. Oktober 1743 in Berlin; † 8. November 1822 in Gutenpaaren) war ein preußischer Generalmajor, Kommandeur der reitenden Artillerie und seit dem 15. Juni 1804 Herr auf Gutenpaaren.

## Leben

### Herkunft
Seine Eltern waren der Berliner Bürger und Weinhändler Johann August Eckenbrecher und dessen Ehefrau Sophie Luise Dreyer.

### Militärkarriere
Er kam 1760 als Bombardier in das Feldartilleriekorps und nahm während des bereits laufenden Siebenjährigen Krieges an der Belagerung von Schweidnitz und dem Gefecht bei Burkersdorf teil. Noch während des Krieges am 19. Januar 1762 wurde er zum Sekondeleutnant befördert.

Herrenhaus Gutenpaaren (um 1860)

Nach dem Krieg wurde er am 29. September 1777 zum Premierleutnant befördert und nahm 1778/79 am Bayerischen Erbfolgekrieg teil, wo er sich im Gefecht bei Weißkirch auszeichnete. Am 19. April 1782 wurde er Stabskapitän sowie am 22. Juli 1787 Kapitän und Kompaniechef im 3. Artillerie-Regiment.
Während des Feldzuges in Holland erhielt er für die Beschießung der Festung Gorkum bei Gorinchem am 17. September 1787 den Orden Pour le Mérite. Bereits nach fünf Schuss begann die Festung zu brennen, und nach 44 Schuss zählte man vier Rauchsäulen, sodass sich der Kommandant Alexander Philip van der Capellen (1745–1787) ergab. Die Preußen fanden bei der Besetzung der Festung Vorräte aller Art.
Für seine Verdienste wurde er am 24. September 1787 auch in den Adelsstand erhoben. Am 7. Juni 1795 stieg er zum Major auf und war von 1796 bis 1800 bei der Observationsarmee in Westfalen. Er avancierte am 7. Oktober 1797 zum Oberstleutnant und kam am 7. Mai 1801 als Kommandeur in das 1. Artillerie-Regiment. Am 8. Oktober 1804 wurde er dann Kommandeur der reitenden Artillerie und stieg Ende Mai 1805 zum Oberst auf. Im Vierten Koalitionskrieg erwarb er in der Schlacht bei Preußisch Eylau den Sankt-Stanislaus-Orden I. Klasse. Nach dem Krieg wurde er am 7. Mai 1809 als Generalmajor mit einer Pension von 600 Talern verabschiedet, die Pension wurde aber zunächst nur, wie bei anderen auch, zur Hälfte bezahlt. Er starb am 8. November 1822.
Zum Ausgang des 18. Jahrhunderts war Eckenbrecher gemeinsam mit zwölf weiteren Artilleristen Mitglied der Freimaurerloge „Zum Goldenen Schiff“.
In einer Beurteilung aus dem Jahr 1802 schrieb der Generalmajor von Merkatz: „Ist ein sehr guter Stabs-Offizier und Kommandeur. Er hält mit Eifer auf Pünktlichkeit im Dienst und hat gute praktische Artillerie Kenntnisse. Sein moralischer Charakter ist untadelig.“

### Familie

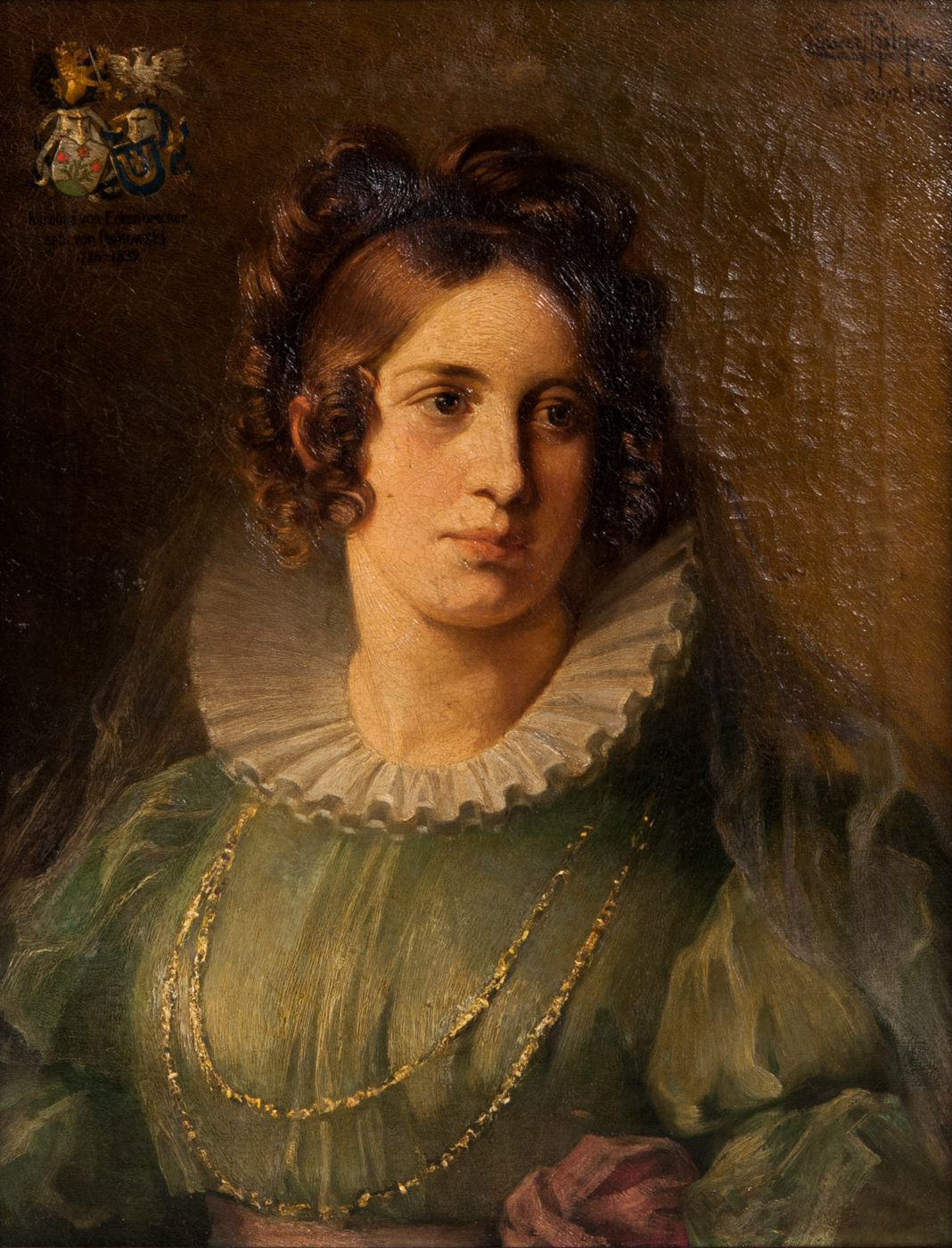
Caroline von Eckenbrecher (1786–1832), Schwiegertochter

Er heiratete am 9. Juli 1781 in Wollup Friederike Sophie Wilhelmine Beyer (1755–1810). Das Paar hatte folgende Kinder:
- Karl Ernst Philipp August (1782–1867), Rittmeister a. D., stand zuletzt im Husaren-Regiment Nr. 2 ⚭ 1803 Caroline von Pelkowski (1786–1832); ihr Sohn war Gustav von Eckenbrecher (1807–1887)
- Heinrich Ludwig Leopold (* 1787)